# Adam Schaff

Adam Schaff

Adam Schaff (* 10. März 1913 in Lemberg; † 12. November 2006 in Warschau) war ein polnischer marxistischer Philosoph.

## Werdegang
Adam Schaff entstammte einer jüdischen Familie polnischer Advokaten. Er absolvierte sein Studium an der juristischen Fakultät der Universität Lemberg und an der École des Sciences Politiques et Économiques in Paris, promovierte 1945 in Philosophie an der Moskauer Lomonossow-Universität. Nach dem Krieg hatte er in Łódź den Lehrstuhl für Philosophie inne. Ab 1948 war er außerordentlicher, dann ordentlicher Professor in Warschau. Anfangs war Schaff linientreuer Anhänger eines orthodoxen Marxismus, ab Mitte der 1960er Jahre trug er wesentlich zur Entwicklung eines demokratischen Sozialismus bei.
Seine politische und wissenschaftliche Karriere war wechselhaft. Seit 1948 lehrte er Marxistische Philosophie an der Warschauer Universität. Ab 1951 war er Mitglied der polnischen Akademie der Wissenschaften, von 1957 bis 1968 war er Direktor des Instituts für Philosophie und Soziologie an der Akademie der Wissenschaften. Seit 1932 Mitglied der illegalen KP Polens wurde er 1948 Mitglied der Polnischen Vereinigten Arbeiterpartei und war von 1955 bis 1968 Mitglied in deren Zentralkomitee. Zeitweise galt er als Chefideologe der PVAP. 1984 wurde er aus der Partei ausgeschlossen. Seit 1969 war er Mitglied des Club of Rome. In den 1970er Jahren lehrte er als Gastprofessor an der Universität Wien Sozialphilosophie. Auch nachdem sich 1989 der Ostblock aufgelöst hatte, setzte Adam Schaff seine Hoffnungen auf einen humanistischen Sozialismus.

## Werke
- Zu einigen Fragen der marxistischen Theorie der Wahrheit, 1954, Berlin: Dietz.
- Marx oder Sartre?, 1964, Wien; Köln; Stuttgart; Zürich: Europa Verl., Fischer Taschenbuch, Frankfurt am Main 1966.
- Sprache und Erkenntnis, 1965, Wien; Frankfurt; Zürich: Europa Verl.
- Marxismus und das menschliche Individuum. 1965 Wien; Frankfurt; Zürich: Europa Verl.
- Einführung in die Semantik, 1966, Berlin: Deutscher Verl. d. Wiss. VEB.
- Essays über die Philosophie der Sprache, 1968, Frankfurt: Europäische Verlagsanst.
- Geschichte und Wahrheit, 1970, Wien; Frankfurt; Zürich: Europa-Verl.
- Theorie der Wahrheit, 1971, Wien: Europa Verl.
- Der Mensch, Subjekt und Objekt, 1973, Wien: Europaverlag. ISBN 3-203-50472-3.
- Strukturalismus und Marxismus, 1974, Wien: Europaverlag. ISBN 3-203-50519-3.
- Humanismus, Sprachphilosophie, Erkenntnistheorie des Marxismus, 1975, Wien: Europaverlag. ISBN 3-203-50541-X.
- Soziolinguistik, 1976, Wien: Europaverlag. ISBN 3-203-50591-6.
- Entfremdung als soziales Phänomen, 1977, Wien: Europaverlag. ISBN 3-203-50630-0.
- Stereotypen und das menschliche Handeln, 1980, Wien, München, Zürich: Europaverlag. ISBN 3-203-50750-1.
- Die kommunistische Bewegung am Scheideweg, 1982, Wien; München; Zürich: Europaverlag. ISBN 3-203-50794-3.
- Mit Günter Friedrichs: Auf Gedeih und Verderb. Mikroelektronik und Gesellschaft. Bericht an den Club of Rome, 1982, Wien: Europa-Verlag.
- Inmitten einer neuen technologischen Revolution, 1983, Wien: Gpa.
- Polen heute, 1984, Wien; München; Zürich: Europaverlag. ISBN 3-203-50861-3.
- Einführung in die Erkenntnistheorie, 1984, Wien; München; Zürich: Europaverlag. ISBN 3-203-50878-8.
- Wohin führt der Weg? 1985, Wien; München; Zürich: Europaverlag. ISBN 3-203-50909-1.
- Perspektiven des modernen Sozialismus, 1988, Wien; Zürich: Europaverl. ISBN 3-203-50960-1.
- Oekumenischer Humanismus, c1992, Salzburg: Müller. ISBN 3-7013-0828-4.
- Mein Jahrhundert, 1997, Berlin: Dietz. ISBN 3-320-01928-7.